# Clayton Foster

Zawodnik Oklahoma State Cowboys

Clayton Foster (ur. 4 sierpnia 1988) – amerykański zapaśnik w stylu wolnym. Brązowy medalista mistrzostw panamerykańskich w 2014. Drugi w Pucharze Świata w 2015 i trzeci w 2014. Brąz na MŚ juniorów w 2008 roku.
Zawodnik Kamiah High School z Kamiah i Oklahoma State University. Dwa razy All-American (2010, 2011) w NCAA Division I, drugi w 2011 i szósty w 2010 roku.